# Ștefania Jipa
Ștefania Oana Jipa (n. 1 martie 2000, Onești, Bacău, România) este o handbalistă din România care joacă pentru echipa SCM Gloria Buzău. Anterior ea a evoluat pentru CSM București și SCM Craiova. Jipa a fost componentă a echipei U18 a României la Campionatul Mondial din 2018 și a echipei U19 a României care s-a clasat pe locul al cincilea la Campionatul European din 2019.

## Palmares
- Liga Campionilor:
  - Sfertfinalistă: 2020, 2021

- FOTE:
  -  Medalie de argint: 2017

- Liga Națională:
  -  Câștigătoare: 2021

- Cupa României:
  -  Medalie de argint: 2020

- Supercupa României:
  -  Câștigătoare: 2019
  -  Medalie de argint: 2020

- Campionatul Național de Junioare I:
  -  Câștigătoare: 2017

- Campionatul Național de Junioare II:
  -  Câștigătoare: 2017